# Курций (лунный кратер)
Кратер Курций (лат. Curtius) — большой древний ударный кратер в южной материковой части видимой стороны Луны. Название присвоено в честь немецкого астронома Альберта Курция (1600—1671) и утверждено Международным астрономическим союзом в 1935 г. Образование кратера относится к нектарскому периоду.

## Описание кратера

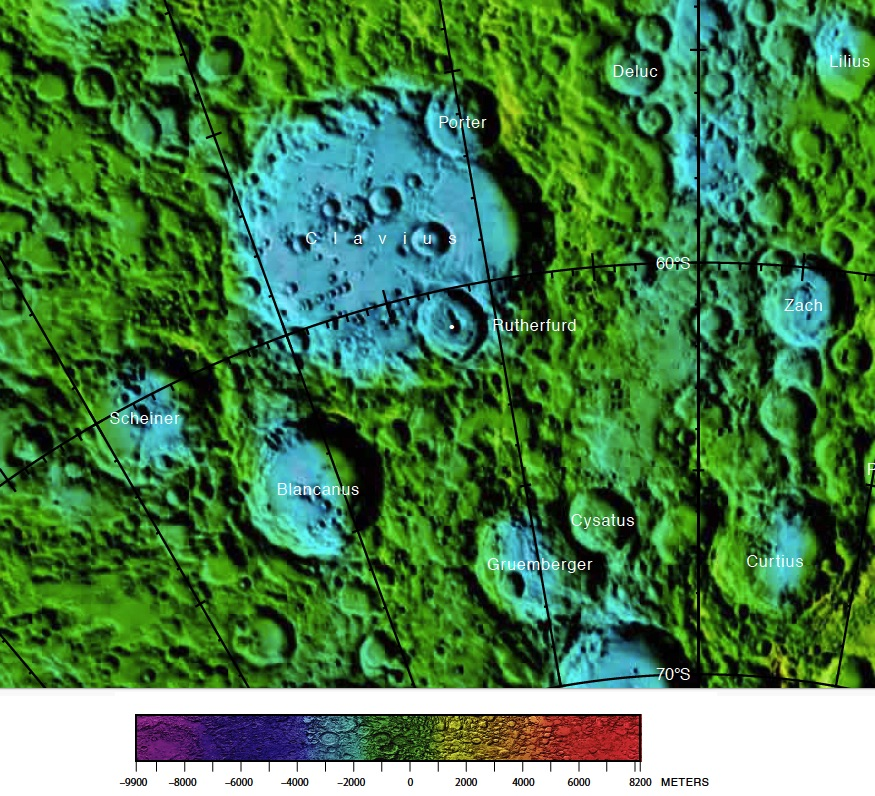
Окрестности кратера Курций. Фрагмент карты видимой стороны Луны.

Ближайшими соседями кратера Курций являются кратеры Грюмбергер и Цизат на западе; кратер Пентленд почти примыкающий к кратеру Курций на северо-востоке; кратер Симпелий на юге-юго-востоке и кратер Морет на юго-западе. Селенографические координаты центра кратера 67°05′ ю. ш. 4°24′ в. д. / 67,08° ю. ш. 4,4° в. д., диаметр 99,3 км, глубина 3,75 км.
Кратер Курций имеет полигональную форму и значительно разрушен за длительное время своего существования, окружен сглаженным валом который в северо-западной части достигает высоты более 6700 м над дном чаши. Таким образом вал кратера является одним из самых высоких на видимой стороне Луны, уступая лишь валам кратеров Ньютон и Казати. В северо-западной части вала имеются два выступа, восточная часть вала перекрыта сателлитным кратером Курций Е (см. ниже), юго-восточная часть отмечена чашеобразным сателлитным кратером Курций A. На внутреннем склоне вала просматриваются остатки террасовидной структуры, северная его часть значительно шире. Дно чаши сравнительно ровное, имеется невысокий округлый центральный пик несколько смещенный к западу от центра. Объем кратера составляет приблизительно 8800 км³.
За счет своего расположения у южного лимба Луны кратер при наблюдениях имеет искаженную форму.

## Сателлитные кратеры
| Курций | Координаты                                          | Диаметр, км |
| ------ | --------------------------------------------------- | ----------- |
| A      | 68°30′ ю. ш. 2°31′ в. д. / 68,5° ю. ш. 2,52° в. д.  | 11,7        |
| B      | 63°46′ ю. ш. 4°38′ в. д. / 63,76° ю. ш. 4,63° в. д. | 40,3        |
| C      | 69°22′ ю. ш. 4°23′ в. д. / 69,36° ю. ш. 4,38° в. д. | 9,9         |
| D      | 64°42′ ю. ш. 8°21′ в. д. / 64,7° ю. ш. 8,35° в. д.  | 57,2        |
| E      | 67°14′ ю. ш. 7°59′ в. д. / 67,23° ю. ш. 7,98° в. д. | 17,0        |
| F      | 66°52′ ю. ш. 2°39′ в. д. / 66,86° ю. ш. 2,65° в. д. | 5,5         |
| G      | 66°00′ ю. ш. 2°55′ в. д. / 66° ю. ш. 2,92° в. д.    | 5,4         |
| H      | 69°21′ ю. ш. 7°59′ в. д. / 69,35° ю. ш. 7,99° в. д. | 9,7         |
| K      | 69°09′ ю. ш. 9°41′ в. д. / 69,15° ю. ш. 9,68° в. д. | 6,6         |
| L      | 68°21′ ю. ш. 9°28′ в. д. / 68,35° ю. ш. 9,47° в. д. | 7,7         |
| M      | 65°35′ ю. ш. 8°26′ в. д. / 65,58° ю. ш. 8,43° в. д. | 5,1         |

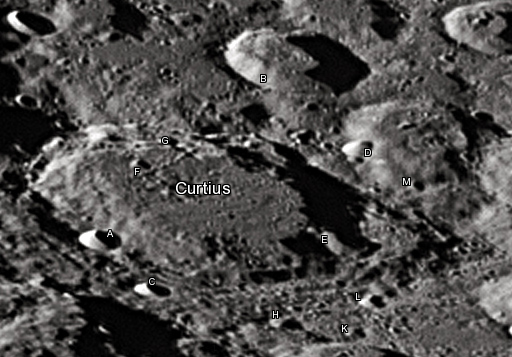
Снимок Девида Кемпбелла.

- Образование сателлитного кратера Курций B относится к нектарскому периоду[1].
- Образование сателлитного кратера Курций D относится к донектарскому периоду[1].

## См.также
- Список кратеров на Луне
- Лунный кратер
- Морфологический каталог кратеров Луны
- Планетная номенклатура
- Селенография
- Минералогия Луны
- Геология Луны
- Поздняя тяжёлая бомбардировка